# Román Hernández Onna
Román Hernández Onna (ur. 23 listopada 1949 w Santiago de Cuba, zm. 1 czerwca 2021) – kubański szachista, arcymistrz od 1978 roku.

## Kariera szachowa
W latach 70. i 80. XX wieku należał do ścisłej czołówki kubańskich szachistów. Wielokrotnie uczestniczył w finałach indywidualnych mistrzostwach kraju, największy sukces odnosząc w 1982 r. w Sagua la Grande, gdzie zdobył złoty medal. Pomiędzy 1970 a 1990 r. ośmiokrotnie reprezentował swój kraj na szachowych olimpiadach (najlepszy wynik: VII m. w 1990 r.), poza tym w 1971 r. zdobył tytuł drużynowego wicemistrza państw panamerykańskich. Był również czterokrotnym reprezentantem Kuby na drużynowych mistrzostwach świata studentów, w 1976 r. zdobywając wraz z drużyną brązowy medal.
Jeden z największych sukcesów na arenie międzynarodowej odniósł w 1977 r. w bardzo silnie obsadzonym turnieju w Las Palmas, gdzie podzielił IV m. za Anatolijem Karpowem, Bentem Larsenem i Janem Timmanem, wspólnie z Michaiłem Talem i Walterem Browne, a w bezpośrednich pojedynkach zwyciężył m.in. Larsena i Tala. W tym samym roku podzielił również II m. w Biel (za Anthony Milesem, wspólnie z Oscarem Panno i Ulfem Anderssonem). Do innych jego sukcesów należą: III m. w Kecskemet (1975, za Karoly Honfim i Ratmirem Chołmowem), dz. II-III m. w Bogocie (1978, za Jefimem Gellerem), dz. III-IV m. w Quito (1978), II m. w Hawanie (1978, za Silvino Garcia Martinezem) oraz I m. w tym mieście w 1983 r., jak również dwukrotne III m. w turniejach Premier memoriałów Jose Raula Capablanki (1999, za Francisco Vallejo Ponsem i Michaiłem Podgajcem oraz 2003, za Jose Gonzalezem Garcią i Maikelem Gongorą Reyesem).
Najwyższy ranking w karierze osiągnął 1 stycznia 1979 r., z wynikiem 2500 punktów dzielił wówczas 94-101. miejsce na świecie, jednocześnie zajmując 1. miejsce wśród kubańskich szachistów.